# Universidad Buketov de Karagandá
La Universidad Buketov de Karagandá (en kazajo: Е.А. Бөкетов атындағы Қарағанды университеті, también conocida como Universidad Estatal de Karagandá) es una universidad pública de la ciudad de Karagandá (Kazajistán).
Fue fundada en 1972 sobre las instalaciones del antiguo Instituto Pedagógico de la ciudad. En 1992 recibió el nombre del académico Yevnei Buketov.

## Instalaciones

### Facultades
El campus de la Universidad se extiende por 54 ha y comprende 13 facultades con 48 departamentos:
- Facultad de Biología y Geografía
- Facultad de Historia
- Facultad de idiomas Extranjeros
- Facultad de Matemáticas y Tecnología de la Información
- Facultad de Pedagogía
- Facultad de Física y Tecnología
- Facultad de Educación Física y Deportes
- Facultad de Folología
- Facultad de Filosofía y Psicología
- Facultad de Química
- Facultad de Economía
- Facultad de Derecho
- Facultad de Educación Adicional

### Centros de investigación
Esta universidad cuenta con 17 centros de investigación:
- Instituto de Nanofotónica Molecular
- Centro Científico de Nanotecnología y Nanomateriales Funcionales
- Instituto de Investigación Química
- Centro de Investigación de Química Aplicada
- Laboratorio de Ingeniería en Investigación Físicoquímica"
- Parque de Investigación en Biotecnología y Ecomonitoreo
- Laboratorio de Robótica y Máquinas Inteligentes
- Instituto de Investigación de Economía Digital
- Instituto de Investigaciones Jurídicas y Estudios Estatales
- Instituto para el Estudio del Patrimonio Espiritual del Pueblo Kazajo
- Instituto de Matemáticas Aplicadas
- Laboratorio de Investigación del Estudio Integral de la Situación Religiosa en Kazajistán
- Instituto Arqueológico Sariarka
- Centro de Investigaciones Científicas Tulgatanu
- Centro de Investigaciones Etnoculturales e Histórico-Antropológicas
- Laboratorio de Investigación Científica sobre los Problemas de la Enseñanza de Lenguas
- Centro de Recursos para la Educación Especial e Inclusiva